# Hanasoge, Krishnarajanagara
Hanasoge là một làng thuộc tehsil Krishnarajanagara, huyện Mysore, bang Karnataka, Ấn Độ.